# Прибытковский сельсовет
Прибы́тковский сельсовет (бел. Прыбы́ткаўскі сельсавет) — административная единица на территории Гомельского района Гомельской области Республики Беларусь. Административный центр — агрогородок Прибытки.

## История
Прибытковский сельский Совет рабочих, крестьянских и красноармейских депутатов был создан в 1919 году. Названия:
- с 5.12.1936 — Прибытковский сельский Совет депутатов трудящихся
- с 7.10.1977 — Прибытковский сельский Совет народных депутатов
- с 15.3.1994 — Прибытковский сельский Совет депутатов[2].

Административная подчинённость:
- с 1919 — Носовичская волость Гомельского уезда Гомельской губернии, РСФСР
- с 8.12.1926 — Носовичский район Гомельского округа, БССР
- с 4.8.1927 — Гомельский район Гомельского округа, БССР
- с 26.7.1930 — Гомельский район, БССР
- с 10.2.1931 — Гомель, БССР
- с 27.7.1937 — Гомельский район, БССР
- с 20.2.1938 — Гомельский район Гомельской области, БССР
- с 19.9.1991 — Гомельский район Гомельской области, Республика Беларусь[2]

## Состав
Прибытковский сельсовет включает 8 населённых пунктов:
- Будилка — посёлок
- Дуяновка — деревня
- Зябровка — посёлок
- Каравышень — посёлок
- Климовка — деревня
- Прибытки — агрогородок
- Рудня-Прибытковская — деревня
- Цагельня — посёлок

## Культура
- Краеведческий музей в ГУО «Зябровская средняя школа» в посёлке Зябровка

## Достопримечательность
- Памятник лётчикам 290 отдельного дальне-разведывательного авиаполка, погибшим во время Великой Отечественной войны 1941—1945 гг. и в мирное время (расположен в п. Зябровка)